# Neobehaviorismus
Der Neobehaviorismus war eine Ende der 1920er-Jahre begründete Strömung in der Psychologie, die sich als Reaktion darauf verstehen lässt, dass bestimmte Forschungsprobleme mit Hilfe des klassischen Behaviorismus nicht zu lösen waren.
Dem Neobehaviorismus liegt die Vorstellung zugrunde, dass ein Stimulus im Organismus verarbeitet wird und es erst dann zur Reaktion kommt. Diese Verarbeitung ist von außen nicht erkennbar, weshalb man hier auch von einer Black Box spricht. Im Unterschied zu älteren Konzepten werden also interne Prozesse des Organismus in Rechnung gestellt.
Ein wichtiger Begründer dieses neuen wissenschaftlichen Standpunktes war Clark L. Hull, der diese Lücken der behavioristischen Theorien durch neue hypothetische Konstrukte zu schließen versuchte. Die von Hull in diesem Zusammenhang entwickelte Theorie wird – aufgrund ihrer systematischen Konzeption – als systematische Verhaltenstheorie bezeichnet. Da Hull Verhalten nach wie vor als rein passive Abfolge von Reiz-Reaktions-Verbindungen sah, ist seine Theorie als S-R-Theorie (S = Stimulus, R = Reaktion) einzuordnen.
Ein weiterer Mitbegründer des Neobehaviorismus, Edward C. Tolman, hingegen sah das Verhalten eines Organismus als eine auf Einsicht in bestimmte Umweltzusammenhänge beruhende Aktion sowie als eine auf Ziele ausgerichtete Funktion von organismusinternen Faktoren wie Bedürfnissen, Überzeugungen, Werten und Wahrnehmungsbereitschaften.
Wichtige von ihm entwickelte Konzepte sind u. a. instrumentelle Reiz-Reiz-Verbindungen (die Erwartungen in einer aktuellen Situation, dass bestimmte Verhaltensweisen zum Erfolg führen) und kognitive Landkarten (räumliche Reiz-Reiz-Verbindungen). Da Reiz-Reiz-Verbindungen für Tolmans Ansatz von grundlegender Bedeutung sind, spricht man hier im Gegensatz zu Hulls Theorie von einer S-S-Theorie. Die Nähe dieses Ansatzes zu kognitiven Theorien rechtfertigt die Bezeichnung „kognitiver Behaviorismus“ im Gegensatz zum Ansatz von Hull, der als „quasiphysiologischer Behaviorismus“ bezeichnet wird.
Seit den 1960er-Jahren gründen neue Theorien kaum mehr im Behaviorismus in seiner Grundform, es überwiegen integrative Ansätze.